# Magyar hegedűművészek listája
Az alábbiakban a neves magyar hegedűművészek listája olvasható. A híres külföldi hegedűművészekről külön lista készült.
| Ábécé szerinti tartalomjegyzék                                                                           |
| --- |
| A, Á B C Cs D Dz Dzs E, É F G Gy H I, Í J K L Ly M N Ny O, Ó Ö, Ő P Q R S Sz T Ty U, Ú Ü, Ű V W X Y Z Zs |

## A, Á
- Ábrahám Márta (1971–)
- Adelburg Ágost (1830–1873)
- Adorján Jenő (1874–1903)
- Ágoston András (1947–2022)
- Ajtay Viktor (Victor Aitay, 1921–2012)
- Ákos Ferenc (Francis Akos, 1922–2016)
- Allen Benjamin Zoltán Martin gaga (Ben Allen 2003–)
- Licco Amar (Liko Amar, 1891–1959)
- Arányi Jelly (1893–1966)
- Auer Lipót (1850–1930)
- Albert Ferenc (Francois D’albert, 1918–1999)[1]

## B
- Babári József (1893–?)
- Banyák Kálmán (1927–1993)
- Banda Ádám (1986–)
- Bánfalvi Béla (1954–)
- Baráti Kristóf (1979–)
- Bárdos Alice (1896–1944)
- Bárdos Tamás (2004-)
- Baré Emil (Emil Baré, 1870–1943)
- Benyovszky Rudolf (1874–1955)
- Berény Henrik (1871–1932)
- Berger Gyula (1848–?)
- Bihari János (1764–1827)
- Bloch József (1862–1922)
- Ifj. Boros Mátyás (1960–2021)[2]
- Boross Lajos (1925–2014)
- Böhm József (1795–1876)
- Böhm Lipót (1800–1864)
- Bujtor Balázs (1975–)

## Cs
- Csaba Péter (1952–)
- Csermák Antal György (1774 körül–1822)

## D
- Debreceni Kiss Lajos (1902–1951)
- Derecskei András (1982–)
- Deseő Csaba (1939–)
- Deutsch Imre (Emery Deutsch, 1906–1988)
- Devich Sándor (1935–2016)

## E, É
- Ellenbogen Adolf (1814–1886)
- Erdélyi Zoltán (1965–)

## F
- Farkas János (1869–1898)
- Fátyol Misi (1909–1980)
- Fátyol Rudolf (1957–2019)
- Fehér Ilona (1901–1988)
- Fehér Lipót (1847–1915)
- Fehér Sándor (1973–2012)
- Flesch Károly (Carl Flesch, 1873–1944)
- Fodor József (1752–1828)
- Fürst János (1935–2007)
- Frenkie Lato

## G
- Garaguly Károly (Carl von Garaguly, 1900–1984)
- Garay György (1909–1988)
- Gál Károly (1939–2007)
- Gertler Endre (1907–1988)
- Geyer Stefi (1881–1956)
- Gránát Endre (Endre Granat, 1937–)
- Grünfeld Vilmos (1855–1921)
- Györffy Gergely (1969–)

## H
- Haják Károly (1886–1970)
- Hargitai Géza (1958–2023)
- Havas Kató (Kató Havas OBE, 1920–2018)
- Herzfeld Viktor (Victor von Herzfeld, 1856–1919)
- Horváth Elemér (1984–)
- Hubay Jenő (1858–1937)
- Huber Károly (1828–1885)

## I
- Illényi Katica (1968–)
- Ittzés Tamás (1967–)
- Iván Tímea (1961–)

## J
- Járdányi Zsófia (1959–)
- Ifj. Járóka Sándor (1954–2007)
- Jávorkai Sándor (1976–)
- Joachim József (1831–1907)

## K
- Káldor Zsuzsa (1959–)
- Kállai Ernő (1986–)
- Kalló János (1954–)
- Kathy-Horváth Lajos (1952–)
- ifj. Kathy Horváth Lajos Absolon (1981–)
- Katona Béla (1920–2018)
- Kelemen Barnabás (1978–)
- Keller András (1960–)
- Keltscha Nándor (1885–1964)
- Kemény Endre (1925–2014)
- Kemény Rezső/Rudolf (1871–1945)
- Kertész Ferenc (1936–1993)
- Kertész István (1945–)
- Kirchlehner Ferenc (1791–1868)
- Kiss András
- Kocsis Albert (1930–1995)
- Kokas Katalin (1978–)
- Komlós Péter (1935–2017)
- Kontra Antal (1932–2020)
- Koncz János (1894–1937)
- Korcsolán Orsolya
- Kostyál Kálmán (1943–)
- Koszta István
- Kosztándi István (1963–)
- Kóté László (1941–)
- Kovács Dénes (1930–2005)
- Kováts Péter (1960–)
- Környei Zsófia (1975–)
- Kresz Géza (Géza de Kresz, 1882–1959)

## L
- Roby Lakatos (1965–)
- Lajkó Félix (1974–)
- Lantos Zoltán (1962–)
- Lehota Dezső (1919–2015)
- Lendvay József (1974–)
- Ligeti András (1953–2021)
- Lukács Tibor (1956–2020)

## M
- Martzy Johanna (1924–1979)
- Melles Béla (1891–1939)
- Menner Bernát (1786–1846)
- Mészáros Andrea (Andrea M. Ponti, 1977–)
- Mező Péter (1982–)

## N
- Nachéz Tivadar (1859–1930)
- Nagy Ivett (1979)
- Nagy János (1908–1922)
- Nagy Kálmán (1984-)
- Négyesy János (1938–2013)
- Ney Tibor (1906–1981)
- Nédó Olga (1985–)

## O, Ó
- Ormándy Jenő (1899–1985)
- Országh Tivadar (1901–1963)

## P
- Pál Emil
- Pallagi János (1922–2013)
- Pártos István (1903–1920)
- Pauk György (1936–)
- Paulik László (1966–)
- Perényi Eszter (1943–)
- Pertis Jenő (1903–1971)
- Pertis Pali (1906–1947)
- Pilz János (1963–)
- Plán Jenő (1890–?)
- Pollitzer Adolf (1832–1900)

## R
- Radics Gábor (1906–1968)
- Rásonyi Leila (1944–)
- Reményi Ede (1828–1898)
- Rolla János (1944–2023)
- Rózsavölgyi Márk (Rosenthal Markusz, 1788–1848)
- Ruha István (1931–2004)

## S
- Sebestyén Ernő (1940–)
- Singer Ödön (Edmund Singer, 1831–1912)
- Sívó József (1931–2007)
- Somogyi Péter
- Soós Gábor
- Suha Balogh József (1913–1974)

## Sz
- Szabadi Vilmos (1959–)
- Szalai Antal (1947–)
- Szecsődi Ferenc (1954–)
- Székely Zoltán (1903–2001)
- Szenthelyi Miklós (1951–)
- Szervánszky Péter (1913–1985)
- Szigeti József (1892–1973)
- Szilvay Géza (1943–)
- Szilvay Réka (1972–)
- Szűcs Mihály (1922–1990)

## T
- Táborszky Mihály (18–19. század)
- Takács-Nagy Gábor (1956–)
- Tátrai Vilmos (1912–1999)
- Telmányi Emil (1892–1988)

## V
- Varga Tibor (1921–2003)
- Vecsey Ferenc (Franz von Vecsey, 1893–1935)
- Végh Sándor (1912–1997)
- Vermes Mária (1923–2018)

## W
- Waldbauer Imre (1892–1953)
- Waldbauer József (Josef Waldbauer, 1861–1920)
- Wolf Endre (1913–2011)

## Z
- Zalai Antal (ifj. Szalai Antal, 1981–)
- Zathureczky Ede (1903–1959)
- Zilzer Ibolyka (1906–1971)
- Zipernovszky Fülöpke (Mály Elemérné, 1906–1974)
- Zipernovszky Mária (1900–1974)

## Zs
- Zsigmondy Dénes (1922–2014)
- Zsolt Nándor (1887–1936)